# St. Louisville (Ohio)
Pour les articles homonymes, voir St. Louisville.
St. Louisville est un village américain situé dans le comté de Licking, dans l’Ohio. Selon le recensement de 2010, sa population est de 373 habitants.